# Charles Stanley
 Der er for få eller ingen kildehenvisninger i denne artikel, hvilket er et problem. Du kan hjælpe ved at angive troværdige kilder til de påstande, som fremføres i artiklen.

Carl (Charles) Frederik Ferdinand Stanley (1. november 1769 i København – 8. november 1805 i Rom) var en dansk arkitekt.

## Uddannelse og karriere
Han var søn af billedhugger Carl Frederik Stanley og Marie Adrienne Courtonne og gennemgik indtil 1795 Kunstakademiet under C.F. Harsdorff og Peter Meyn. Stanley vandt alle Akademiets medaljer: Lille sølvmedalje 1788, store sølvmedalje 1788, lille guldmedalje 1793 (Landslot) og store guldmedalje 1795 (Opdragelsesinstitut).
Stanley var bosat i Christiania fra 1797 til 1800 og var i de tre år stadsbygmester uden gage i Christiania og desuden stads- og provincialbygmester i Akershus Stift.

## Studierejse og død
Siden fire arkitekter havde vundet den store guldmedalje, måtte Stanley konkurrere mod Niels Jensen Dam, Christian Bernhard Hornbech og Lorentz Kreiser om et rejsestipendium. Stanley vandt konkurrencen i oktober 1800 og modtog i 1802 Akademiets store rejsestipendium, som blev forlænget 1805, og i 1804 desuden midler fra Fonden ad usus publicos. Hans studierejse førte ham 1802-05 til Italien: Napoli, Ischia og slutteligt Rom, hvor Stanley døde af en gigtfeber, som længe havde plaget ham, og hvor han er begravet. Han var en eminent tegner og akvarelmaler, og hans akademiske projekter fra Italiensrejsen blev udstillet posthumt på Charlottenborg 1809 og senest 2014 på udstillingen Klassisk Christiania på Nasjonalmuseet i Oslo. Nogle af tegningerne blev sendt hjem til Kunstakademiet, mens andre via fra Stanleys gode ven Bertel Thorvaldsens bo kom til at indgå i samlingen i Thorvaldsens Museum.

## Stil og evner
Charles Stanley var en af Akademiets dygtigste elever, og samtidens forventninger til ham var berettiget store. Stanleys breve demonstrerer en næsten rørende iver efter at kvalificere sig akademisk. Stanleys stort anlagte klassicistiske projekter dokumenterer, at han var velbevandret i samtidens store akademiske projekter i Frankrig og Italien. Hans bygninger i dorisk stil, inspireret af de græske templer i Pæstum, kan siges at foregribe C.F. Hansens Vor Frue Kirke i København.
Der findes dog meget lidt byggeri fra Stanleys hånd. Hans storværk i Norge, katedralskolen i Christiania, blev af økonomiske hensyn opført i stærkt beskåret version, og hans tidlige død stoppede en lovende karriere. Stanley udførte et projekt til ombygning af Eidsvoll, men de kendte tegninger hertil er kun fulgt i grove hovedtræk. De tegninger, han udførte i Norge, viser enkelte engelsk påvirkede træk som de rundbuede blændinger om katedralskolens vinduer, det vifteformede vindue i Eidsvolls dansesal.

## Værker
- Om- og tilbygning til katedralskolen i Christiania (1799-1800, interiør fra auditorium, senere lagtingssal, og bibliotek bevaret i Norsk Folkemuseum)
- Erkiendtlighedstempel på Ullevaal for John Collett (1803, nedrevet)
- Gravmæler:
  - Mathia Collett, gift Anker (1801?, (Frogner Hovedgård, tidligere Palæhaven i Oslo)
  - General Johann Friedrich von und zu Mansbach (1803?, Halden)
  - Botanikeren Martin Vahl (1804?, Assistens Kirkegård)

### Projekter
- Ombygning af Eidsvoll (ca. 1800, Carsten Ankers arkiv, Riksarkivet, Oslo)

Udført i Italien:
- Domhus (1803)
- Observatorium (1803)
- Teater i romersk stil (1803)
- Teater i græsk stil (1804)
- Bygning til bade (1805)
- Landhus (1805)
- Kirke (1805)
- Gravkapel til dansk gesandt i Dresden, baron Friedrich Ludwig Ernst von Bülow
- Gravkapeller til hr. Rothe [Tyge Rothe?] og grev Moltke [hvem?]
- Tegning til havepavillon og en bro for grev Rantzau [Conrad Rantzau?] (ifølge brev til Thorvaldsen af 16. august 1805)